# Harry O. Hoyt
Harry O. Hoyt (parfois crédité Harry Hoyt) est un réalisateur et scénariste américain, né le 6 août 1885 à Minneapolis (Minnesota), mort le 29 juillet 1961 à Los Angeles — Quartier de Woodland Hills (Californie).

## Biographie

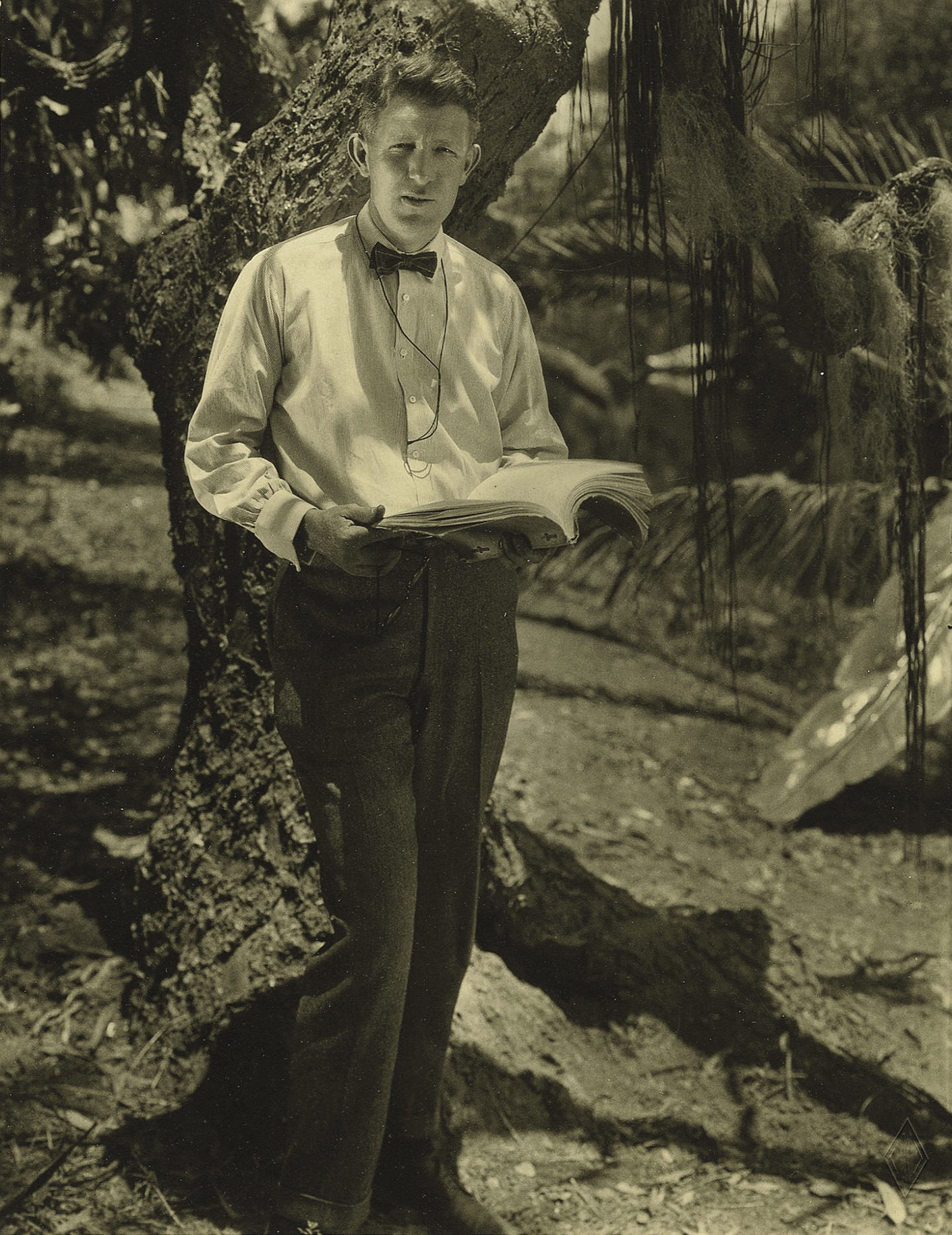
Sur le tournage de Le Monde perdu (1925)

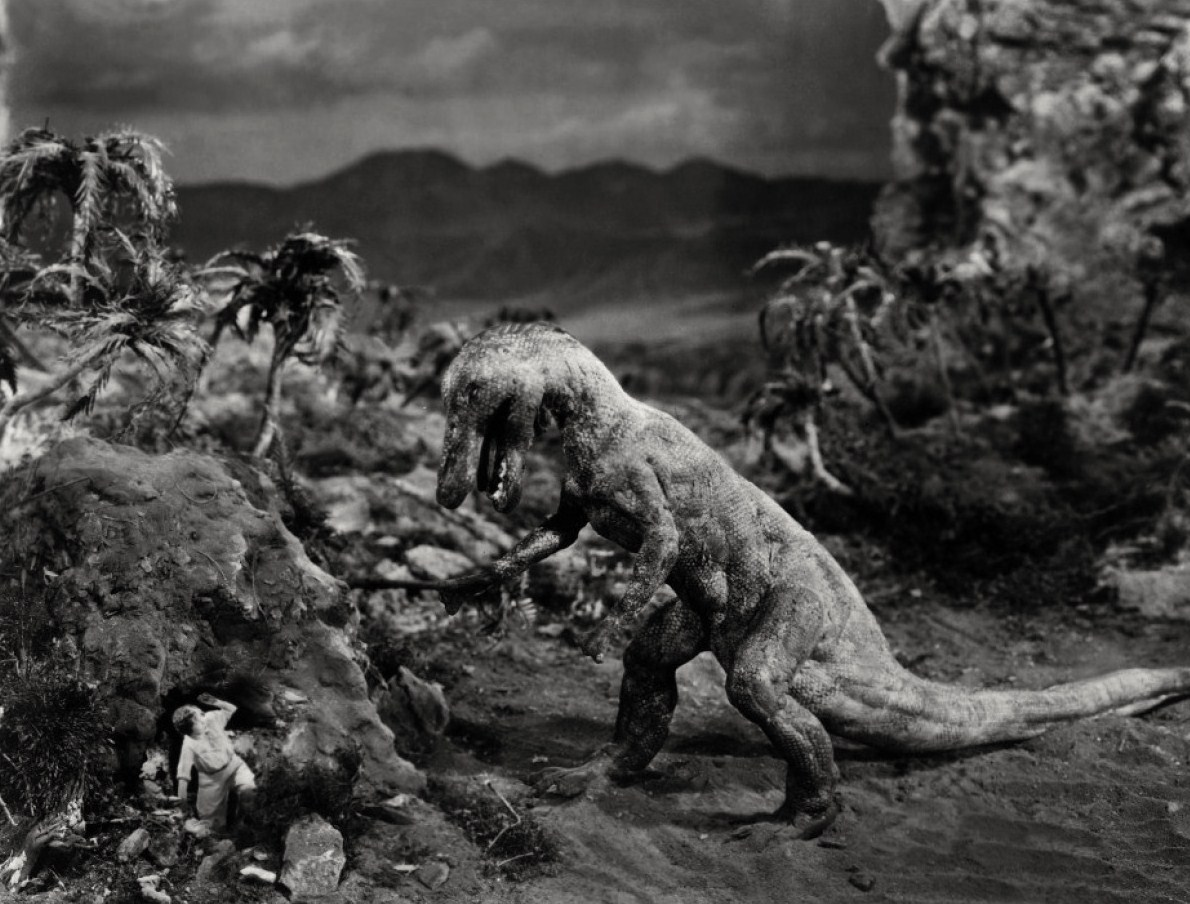
Le Monde perdu (1925), avec Bessie Love

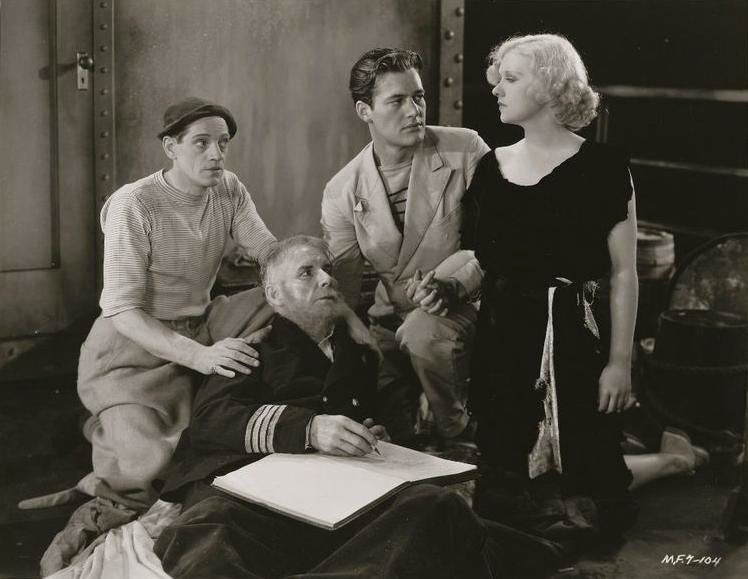
De g. à d. : Eddie Borden, Clarence Geldart, Charles Starrett et Anita Page, dans Jungle Bride (1933)

Durant la période du cinéma muet, de 1915 à 1928, Harry O. Hoyt réalise vingt-deux films américains, le plus connu étant Le Monde perdu, sorti en 1925, avec Wallace Beery et Bessie Love.
Après le passage au parlant, il est le réalisateur (conjointement avec Albert H. Kelley) du film d'aventure Jungle Bride, sorti en 1933, avec Anita Page et Charles Starrett. Ultérieurement, il réalise encore cinq courts métrages en Technicolor, produits par la Warner et sortis entre 1947 et 1951.
Par ailleurs, comme scénariste ou adaptateur ou auteur de l'histoire originale, Harry O. Hoyt contribue à quatre-vingt-un films américains (certains réalisés par lui), de 1913 à 1948.
Il est le frère de l'acteur Arthur Hoyt (1874-1953), lequel apparaît dans deux de ses films muets, le western Sundown (en) (1924 — coréalisé par Lawrence Trimble —, avec Bessie Love et Hobart Bosworth), puis Le Monde perdu pré-cité.

## Filmographie

### Comme réalisateur (intégrale)
- 1915 : For High Stakes (court métrage ; + auteur de l'histoire originale)
- 1919 : The Hand Invisible, avec Montagu Love
- 1919 : Through the Toils, avec Montagu Love (+ scénariste)
- 1919 : A Broadway Saint, avec Montagu Love
- 1919 : Forest Rivals (+ scénariste)
- 1921 : Le Roi des bûcherons (The Rider of the King Log)
- 1922 : The Curse of Drink, avec Harry T. Morey, Edmund Breese (+ scénariste)
- 1922 : That Woman
- 1924 : Les Fiancés du jury (en) (The Woman on the Jury) (The Woman on the Jury)
- 1924 : The Law Demands, avec Charles Hutchison
- 1924 : Fangs of the Wolf, avec Charles Hutchison
- 1924 : Sundown (coréalisé par Lawrence Trimble), avec Bessie Love, Hobart Bosworth
- 1924 : The Fatal Plunge, avec Charles Hutchison
- 1924 : The Radio Flyer, avec Charles Hutchison
- 1925 : When Love Grows Cold, avec Clive Brook, Sam Hardy (+ scénariste)
- 1925 : Le Monde perdu (The Lost World), avec Wallace Beery, Bessie Love
- 1925 : The Primrose Path, avec Clara Bow
- 1925 : The Unnamed Woman, avec Herbert Rawlinson
- 1926 : The Belle of Broadway, avec Betty Compson, Herbert Rawlinson
- 1927 : Bitter Apples, avec Monte Blue, Myrna Loy (+ scénariste)
- 1927 : The Return of Boston Blackie
- 1928 : Passion Love, avec Gertrude Olmstead, Noah Beery
- 1933 : Jungle Bride (coréalisé par Albert H. Kelley), avec Anita Page, Charles Starrett
- 1947 : Harness Racing (court métrage ; + scénariste)
- 1947 : A Day at Hollywood Park (court métrage)
- 1948 : The Race Rider (court métrage)
- 1948 : Cinderella Horse (court métrage, coréalisé par De Leon Anthony et Edwin E. Olsen ; + scénariste)
- 1951 : The Will to Win (court métrage)

### Comme scénariste (sélection)
- 1915 : The Night Operator at Buxton de Robert G. Vignola (court métrage)
- 1916 : The Child of Destiny de William Nigh
- 1917 : The Weaver of Life d'Edward Warren
- 1918 : The Girl of Today de John Stuart Robertson
- 1918 : The Zero Hour de Travers Vale
- 1919 : The Rough Neck d'Oscar Apfel
- 1919 : Courage for Two de Dell Henderson
- 1919 : The Battler de Frank Reicher
- 1920 : Daredevil Jack de W. S. Van Dyke
- 1921 : Pardon My French de Sidney Olcott
- 1923 : Flaming Youth de John Francis Dillon
- 1926 : Sweet Rosie O'Grady de Frank R. Strayer
- 1927 : The Kid Sister de Ralph Graves
- 1928 : Stop That Man de Nat Ross
- 1928 : 13 Washington Square de Melville W. Brown
- 1928 : L'Honnête Monsieur Freddy (Good Morning, Judge)
- 1929 : The Body Punch de Leigh Jason
- 1930 : Second Honeymoon de Phil Rosen
- 1932 : The Man from New Mexico de J. P. McGowan
- 1934 : The Fighting Ranger (en) de George B. Seitz
- 1937 : The Legion of Missing Men (en) d'Hamilton MacFadden
- 1938 : The Last Stand (en) de Joseph H. Lewis
- 1942 : Le Canyon perdu (Lost Canyon) de Lesley Selander
- 1944 : Lady in the Death House de Steve Sekely